# Biophilia
Biophilia è il settimo album della cantautrice islandese Björk (l'ottavo, contando anche l'omonimo album solista del 1977), che è stato pubblicato il 10 ottobre 2011 a distanza di quattro anni dal precedente lavoro, Volta (2007). L'uscita dell'album è stata anticipata dai singoli Crystalline, Cosmogony, Virus e Moon.
Il 26 aprile 2019 l'album viene rilasciato dalla One Little Independent Records anche in formato di musicassetta.

## Descrizione

Screenshot della app di Moon

Pubblicato a più di quattro anni di distanza dall'album Volta e a due dalla raccolta Voltaïc, Biophilia può essere acquistato sia come un normale album, sia come il primo app album, vale a dire un pacchetto composto da dieci applicazioni per iPad, tenute insieme da un'applicazione madre: ogni applicazione corrisponde ad una diversa canzone dell'album. L'album contiene dieci tracce nell'edizione standard e tredici nella versione deluxe, tranne in Giappone dove sono quattordici. La pubblicazione dell'album è stata più volte rimandata poiché la stessa cantante ha dichiarato di avere aggiunto tracce live registrate durante il Manchester International Festival e che per tale ragione il lavoro ha tardato ad essere completato. È stata pubblicata anche un'edizione live, registrata proprio durante i concerti a Manchester.
Biophilia è quasi interamente prodotto dalla sola Björk: un'eccezione è la traccia Crystalline, prodotta in collaborazione col duo musicale 16Bit.
Dal punto di vista musicale, Biophilia si propone come un album d'avanguardia, cercando di costruire un sound futuribile, tramite l'utilizzo di strumenti musicali creati apposta per l'album, come il "gameleste", un ibrido tra una celesta e un gamelan, utilizzato nelle tracce Crystalline e Virus, o abbandonando il metro 4/4, tipico della musica pop, usando ad esempio il metro 7/4 in Solstice o alternando 2/4 e 5/4 in Mutual Core.
I testi e le musiche dell'album traggono ispirazione da fenomeni naturali e scoperte scientifiche: Thunderbolt consta di arpeggi ispirati al tempo che intercorre tra quando un fulmine si vede e quando si ode il tuono e vanta l'utilizzo della Bobina di Tesla come strumento musicale; in Moon si ripetono, alla stregua di cicli lunari, quattro diverse sequenze suonate da quattro diverse arpiste; in Solstice, il contrappunto fa riferimento al movimento dei pianeti e alla rotazione della Terra, e vengono usati dei particolari "pendoli-arpa" che rendono omaggio al pendolo di Foucault; Virus parla delle "relazioni pericolose", rappresentandole come un legame di parassitismo, simile a quello tra una cellula e un virus; il testo di Hollow è dedicato all'eredità lasciataci dai nostri antenati tramite il DNA; Dark Matter è un brano dalle influenze ambient che parla dell'"inspiegabile" e, per questa ragione, non possiede un testo vero e proprio, ma presenta un largo utilizzo di gibberish.

## Tracce
Testi e musiche di Björk, eccetto dove indicato.
Edizione standard
1. Moon – 5:45 (musica: Björk, Damian Taylor)
2. Thunderbolt – 5:15 (testo: Björk, Oddný Eir Ævarsdóttir)
3. Crystalline – 5:08
4. Cosmogony – 5:00 (testo: Björk, Sjón)
5. Dark Matter – 3:22 (musica: Björk, Mark Bell)
6. Hollow – 5:49
7. Virus – 5:26 (testo: Björk, Sjón)
8. Sacrifice – 4:02
9. Mutual Core – 5:06
10. Solstice – 4:41 (testo: Sjón)

Bonus tracks per Digipak, iTunes, Giappone, Europa (tranne Italia) e America Latina
1. Hollow (Original 7-minutes Version) – 7:07
2. Dark Matter (with Choir & Organ) – 3:25 (musica: Björk, Mark Bell)
3. Náttúra – 3:50

Bonus track solo per il Giappone
1. The Comet Song – 2:23 (testo: Björk, Sjón)

Biophilia – Live at Manchester International Festival, July 2011 (CD 2 Limited Edition e Manual Edition)
1. Thunderbolt – 5:28 (testo: Björk, Oddný Eir Ævarsdóttir)
2. Moon – 6:22 (musica: Björk, Damian Taylor)
3. Crystalline – 5:26
4. Hollow – 6:06
5. Dark Matter – 3:21 (musica: Björk, Mark Bell)
6. Hidden Place – 5:52 (musica: Björk, Guy Sigsworth, Mark Bell)
7. Mouth's Cradle – 4:31
8. Virus – 5:47 (testo: Björk, Sjón)
9. Sonnets/Unrealities XI – 2:29 (testo: Björk, Edward Estlin Cummings)
10. Where Is the Line – 4:58
11. Mutual Core – 5:19
12. Cosmogony – 5:24 (testo: Björk, Sjón)
13. Solstice – 4:41 (testo: Sjón)
14. One Day – 5:27
15. Náttúra – 2:54

## Formazione
Di seguito sono elencati i musicisti che hanno suonato nel disco e il personale che ha collaborato alla sua realizzazione.

### Musicisti
- Björk – voce, tutti gli strumenti personalizzati tranne sharpsichord, linea di basso, beat, programmazione beat, arrangiamento ottoni, arrangiamento coro, programmazione batteria, arrangiamento gameleste, arrangiamento hang, arrangiamento arpa, arrangiamento organo, programmazione, arrangiamento sharpsichord, linea di basso Bobina di Tesla, programmazione della linea di basso bobina di Tesla, arrangiamento vocale
- 16bit – linea di basso, beat, programmazione beat, programmazione
- Damian Taylor – programmazione beat, programmazione della batteria, programmazione, programmazione della linea di basso della bobina di Tesla
- Leila Arab – programmazione del basso, beat, programmazione beat, suoni della natura, scultura sonora, sub drone, linea del basso della bobina di Tesla
- Mark Bell – programmazione
- Shelley Burgon – arpa
- Andy Cavatorta – produttore di arpe a pendolo
- Valore attuale – programmazione del battito
- Sara Cutler – arpa
- Henry Dagg – sharpsichord
- Manu Delago – hang
- Pablo Díaz-Reixa – programmazione del basso, programmazione beat, programmazione della batteria
- Carol Emanuel – arpa
- Matthew Herbert – beat, programmazione beat, programmazione
- Matt Nolan – creatore ibrido gamelan-celesta controllato da MIDI
- Zeena Parkins – appaltatore di arpa, pendolo
- Mandy Parnell – mastering, missaggio
- Björgvin Tómasson – organo a canne controllato da MIDI e produttore ibrido gamelan-celesta controllato da MIDI
- Jón Stefánsson – direttore del coro
- Coro
  - Ásta Ægisdóttir, Auður Albertsdóttir, Ester Auðunsdóttir, Arnheiður Eiríksdóttir, Ásdís Björg Gestsdóttir, Erla Rún Guðmundsdóttir, Kristín Anna Guðmundsdóttir, Gígja Gylfadóttir, Gígja Haraldsdóttir, Sigrún Ósk Jóhannesdóttir, Fífa Jónsdóttir, Sigurborg Skúladóttir Kaldal, Bergljót Rafnar Karlsdóttir, Jóna G. Kolbrúnardóttir, Kristín Einarsdóttir Mäntylä, Erla María Markúsdóttir, Ásdís Eva Ólafsdóttir, Drífa Örvarsdóttir, Guðrún M. Sigurbergsdóttir, Elín Edda Sigurðardóttir, Unnur Sigurðardóttir, Vigdís Sigurðardóttir, Kristín Sveinsdóttir, Eygló Höskuldsdóttir Viborg
- Ottone
  - Ragnhildur Gunnarsdóttir, Valdís Þorkelsdóttir – trombe
  - Erla Axelsdóttir, Særun Ósk Pálmadóttir, Bergrún Snæbjörnsdóttir, Lilja Valdimarsdóttir – corni francesi
  - Jessica Buzbee, Harpa Jóhannsdóttir, Sigrún Jónsdóttir, Li Ming Yeung – tromboni
  - Brynja Guðmundsdóttir – tuba
- Zeena Parkins, Carol Emanuel, Sara Culter, Shelley Burgon – arpe

### Personale tecnico
- Björk – composizione, produzione, missaggio
- 16bit – ingegnere del suono, produzione (traccia 3)
- Damian Taylor – composizione (traccia 1), ingegnere del suono, missaggio
- Oddný Eir – composizione (traccia 2)
- Sjón – composizione (tracce 4, 7, 10, 14)
- Mark Bell – composizione (tracce 5, 12), produzione (traccia 14)
- Matthew Herbert – produzione (traccia 14)
- Sveinn Kjartansson – ingegnere del suono, missaggio
- Addi 800 – ingegnere del suono, missaggio
- Andy Baldwin – ingegnere del suono
- David Bracey – ingegnere del suono
- Cameron Craig – ingegnere del suono
- Sonny Ratcliff – ingegnere del suono
- Curver – ingegnere del suono, missaggio
- Mario DeJesus – ingegnere del suono
- Derek Birkett – produzione
- Brian Hernandez – ingegnere del suono

### Copertina
- M/M Paris – copertina
- Inez van Lamsweerde e Vinoodh Matadin – fotografia

### Personale aggiuntivo
- Derek Birkett – business developer
- Árni Heimir Ingólfsson – trascrizione del coro
- David McDuff – traduzione inglese
- Matt Robertson – trascrizione in ottone, trascrizione del coro, preparazione della partitura dell'arpa

## Successo commerciale
Il 15 ottobre 2011, Biophilia ha debuttato nella classifica dei Paesi Bassi, della Vallonia e delle Fiandre, rispettivamente al diciassettesimo, quarantanovesimo e sessantaduesimo posto. In Giappone, l'album ha debuttato al diciottesimo posto vendendo 6.525 copie, e la settimana successiva, è sceso al ventiduesimo posto, vendendone altre 4.412. L'album è stato certificato disco d'oro in Russia.

## Classifiche

### Classifiche settimanali
| Classifica (2011) | Posizione massima |
| ----------------- | ----------------- |
| Australia         | 31                |
| Austria           | 17                |
| Belgio (Fiandre)  | 13                |
| Belgio (Vallonia) | 16                |
| Canada            | 27                |
| Croazia           | 8                 |
| Danimarca         | 5                 |
| Finlandia         | 15                |
| Francia           | 4                 |
| Germania          | 14                |
| Giappone          | 18                |
| Grecia            | 6                 |
| Irlanda           | 15                |
| Italia            | 13                |
| Messico           | 27                |
| Normandia         | 17                |
| Nuova Zelanda     | 18                |
| Paesi Bassi       | 17                |
| Polonia           | 22                |
| Portogallo        | 10                |
| Regno Unito       | 21                |
| Repubblica Ceca   | 21                |
| Russia            | 17                |
| Spagna            | 12                |
| Stati Uniti       | 27                |
| Svezia            | 14                |
| Svizzera          | 9                 |

### Classifiche di fine anno
| Classifica (2011) | Posizione |
| ----------------- | --------- |
| Islanda           | 21        |